# Nunkeria
Nunkeria is een geslacht van rechtvleugeligen uit de familie Gryllacrididae. De wetenschappelijke naam van dit geslacht is voor het eerst geldig gepubliceerd in 1990 door Rentz.

## Soorten
Het geslacht Nunkeria omvat de volgende soorten:
- Nunkeria brochis Rentz, 1990
- Nunkeria feehani Rentz, 1990